# フアン・カルロス・オソリオ
フアン・カルロス・オソリオ・アルベラエス（Juan Carlos Osorio Arbeláez、1961年6月8日 - ）は、コロンビア・リサラルダ県サンタ・ロサ・デ・カバル出身の元サッカー選手、現サッカー指導者。現役時代のポジションはMF。
2015年10月より2018年までサッカーメキシコ代表監督を務め、2018 FIFAワールドカップロシア大会でメキシコ代表を率いた。2018年からパラグアイ代表監督を務める。

## 経歴
1982年に母国のデポルティーボ・ペレイラでデビューすると1984年にブラジルのSCインテルナシオナウに移籍するが、翌年にCDオンセ・カルダスに加入し母国へ復帰する。1987年に負傷が原因で現役を引退した。
現役引退後は指導者に転身。オンセ・カルダスやアトレティコ・ナシオナルでリーグ優勝を含む複数のタイトル獲得へ導いた。
2019年6月10日、アトレティコ・ナシオナルに4年振りに復帰する。しかし翌年11月に成績不振を理由として辞任することを表明した。
2021年6月16日、アメリカ・デ・カリと2年契約を締結した。
2023年4月13日、アル・ザマレクの監督に就任した。
2024年1月3日、アトレチコ・パラナエンセの監督に就任した。

## 個人成績
監督としての戦績
2024年2月現在
| ミジョナリオス             | 2006年9月  | 2007年6月  | 42  | 19  | 9   | 14  | 045.24 |
| シカゴ・ファイアー         | 2007年7月  | 2007年12月 | 15  | 6   | 3   | 6   | 040.00 |
| ニューヨーク・レッドブルズ | 2007年12月 | 2009年8月  | 52  | 12  | 13  | 27  | 023.08 |
| オンセ・カルダス           | 2009年11月 | 2011年12月 | 44  | 23  | 8   | 13  | 052.27 |
| プエブラ                   | 2011年12月 | 2012年3月  | 7   | 2   | 2   | 3   | 028.57 |
| アトレティコ・ナシオナル   | 2012年3月  | 2015年5月  | 119 | 69  | 34  | 16  | 057.98 |
| サンパウロ                 | 2015年5月  | 2015年10月 | 28  | 12  | 7   | 9   | 042.86 |
| メキシコ代表               | 2015年10月 | 2018年7月  | 52  | 33  | 9   | 10  | 063.46 |
| パラグアイ代表             | 2018年9月  | 2019年2月  | 1   | 0   | 1   | 0   | 000.00 |
| アトレティコ・ナシオナル   | 2019年7月  | 2020年11月 | 50  | 22  | 17  | 11  | 044.00 |
| アメリカ・デ・カリ         | 2021年7月  | 2022年3月  | 50  | 22  | 17  | 11  | 044.00 |
| アル・ザマレク             | 2023年4月  | 2023年11月 | 25  | 13  | 6   | 6   | 052.00 |
| アトレチコ・パラナエンセ   | 2024年1月  |            | 6   | 4   | 2   | 0   | 066.67 |
| Total                      | Total      | Total      | 684 | 318 | 169 | 197 | 046.49 |

## タイトル
ニューヨーク・レッドブルズ
- MLSウェスタン・カンファレンス : 2008

オンセ・カルダス
- カテゴリア・プリメーラA : 2010-II

アトレティコ・ナシオナル
- カテゴリア・プリメーラA : 2013-I, 2013-II, 2014-I
- コパ・コロンビア : 2012, 2013
- コロンビア・スーペルリーガ : 2012